# Belles Familles
Belles Familles è un film del 2015 diretto da Jean-Paul Rappeneau.